# 주황색선쥐치
주황색선쥐치(Orange-lined triggerfish 오렌지 라인드 트리거피쉬[*])로 잘알려진 발리스타푸스 운둘라투스(Balistapus undulatus)는 인도양,서태평양 해역의 트리거피쉬의 일종이다. 그들은 Balistapus 속의 유일한 멤버이고, 최대 30 cm까지 자란다. 그들은 산호, 조개, 그리고 무척추동물들을 먹이로 한다. 그들은 열대해양 수심 50m 부근에서 주로 발견된다.

## 수족관 내에서의 생활
주황색선쥐치는 해양 수족관에서 주로 키워지지는 않지만, 가장 성질이 나쁜 물고기로 널리 알려져 있다. 가끔 어린 물고기들은 같은 탱크를 쓰는 다른 물고기를 받아들이지만, 주인들은 대부분 탱크를 공유하는 다른 물고기나 무척추동물들을 모두 먹어치우는 것으로 기대해야한다. 따라서 이 물고기를 혼자 두는 것이 필요한데, 작은 물고기를 홀로 두는 최소 탱크 사이즈는 190L이다. 이것은 천천히 자라는 물고기이지만, 나이가 들으면 들을수록 더욱 큰 수족관을 필요로 한다.